# Amandla
Amandla je studiové album amerického trumpetisty Milese Davise, vydané v květnu 1989 u vydavatelství Warner Bros. Records. Jde o jeho třetí spolupráci s baskytaristou Marcusem Millerem. Skladba „Mr. Pastorius“, která se nachází v samém závěru alba, byla věnována Jaco Pastoriovi.

## Seznam skladeb
| Pořadí | Název         | Autor         | Délka |
| ------ | ------------- | ------------- | ----- |
| 1.     | Catémbe       | Marcus Miller | 5:35  |
| 2.     | Cobra         | George Duke   | 5:15  |
| 3.     | Big Time      | Miller        | 5:40  |
| 4.     | Hannibal      | Miller        | 5:49  |
| 5.     | Jo-Jo         | Miller        | 4:51  |
| 6.     | Amandla       | Miller        | 5:20  |
| 7.     | Jilli         | John Bigham   | 5:05  |
| 8.     | Mr. Pastorius | Miller        | 5:41  |

## Obsazení
- Miles Davis – trubka
- George Duke – klávesy, synclavier
- Omar Hakim – bicí
- Steve Khan – kytara
- Joe Sample – klavír
- Jean-Paul Bourelly – kytara, perkuse
- Don Alias – perkuse
- Foley – kytara
- Bashiri Johnson – perkuse
- John Bigham – kytara, klávesy
- Mino Cinelu – perkuse
- Paulinho Da Costa – perkuse
- Joey DeFrancesco – klávesy
- Al Foster – bicí
- Kenny Garrett – sopránsaxofon, altsaxofon
- Michael Landau – kytara
- Rick Margitza – tenorsaxofon
- Jason Miles – syntezátory
- Marcus Miller – baskytara, basklarinet, kytara
- Billy Patterson – kytara
- Ricky Wellman – bicí